# Sappy Bull Fighters
Sappy Bull Fighters (br.: O touro é um estouro) é um filme estadunidense curta metragem de 1959 do gênero comédia, dirigido por Jules White. É o 190º e último filme da série com os Três Patetas produzida pela Columbia Pictures entre 1934 e 1959.

## Enredo
Os Três Patetas são conhecidos artistas americanos de vaudeville que estão no México se apresentado quando são despedidos. Sua amiga Greta (Greta Thyssen), contudo, consegue um novo emprego para eles em uma tourada em Cucamonga. Ao arrumar a mala, o trio sem querer a troca pela de Greta e ao ir até o camarim dela, causa confusão com José (George J. Lewis), o marido ciumento. Logo a seguir, os Patetas partem em viagem. 
Num intervalo da tourada em Cucamonga, os Patetas iniciam seu número cômico para o imenso público: Joe se veste como um toureiro enquanto Moe e Larry usam um disfarce de touro e simulam uma tourada atrapalhada. No meio da apresentação, um touro verdadeiro invade a arena, obrigando Joe a várias peripécias para se livrar das chifradas. Ele consegue sucesso e ao final o público grita "Olé, Americano!".